# Dismal Basin
Das Dismal Basin (von englisch dismal ‚trostlos, trist, trübselig‘) ist eine große Senke an der Ingrid-Christensen-Küste des ostantarktischen Prinzessin-Elisabeth-Lands. Sie liegt südlich des Oblong Lake in den Vestfoldbergen. Ihre Oberfläche ist wellenförmig und mit Findlingen übersät. Geprägt ist sie durch zahlreiche kleine Seen und Tümpel.